# بابا (فیلم ۱۹۸۹)
«بابا» (انگلیسی: Daddy) فیلمی هندی است که در سال ۱۹۸۹ منتشر شد. از بازیگران آن می‌توان به انوپم کهیر و پوجا بات اشاره کرد.